# Isola delle Femmine
Isola delle Femmine – miejscowość i gmina we Włoszech, w regionie Sycylia, w prowincji Palermo.
Według danych na rok 2004 gminę zamieszkuje 6118 osób, 2039,3 os./km².

## Miasta partnerskie
- Pittsburg